# Orions bälte, Hälsingland
Orions bälte är en sjö i Ljusdals kommun i Hälsingland och ingår i Delångersåns huvudavrinningsområde.